# Dicerura barbata
Dicerura barbata är en tvåvingeart som beskrevs av Boris Mamaev 1966. Dicerura barbata ingår i släktet Dicerura och familjen gallmyggor.
Artens utbredningsområde är Ukraina. Inga underarter finns listade i Catalogue of Life.